# Dariusz Jemielniak

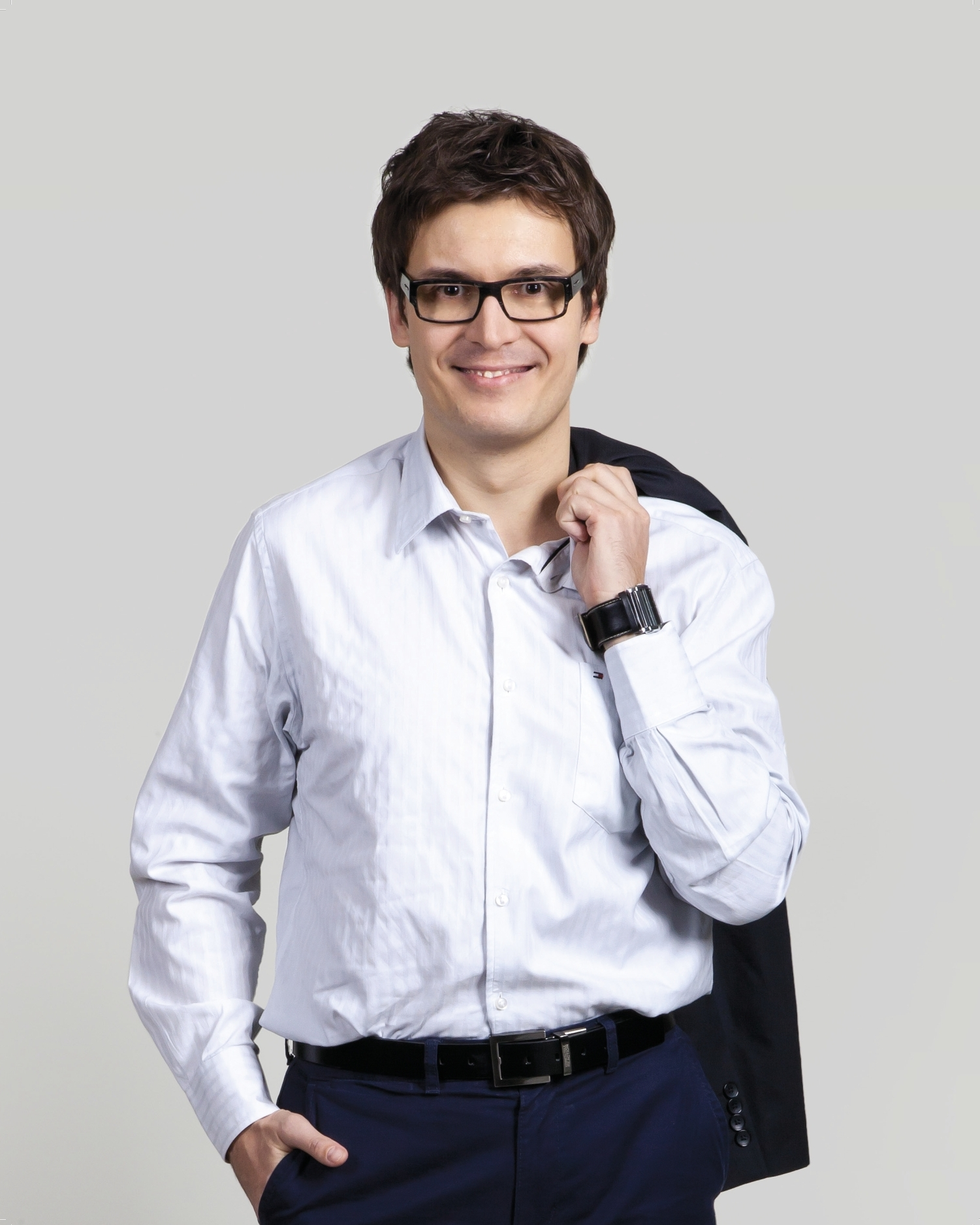
Dariusz Jemielniak (2014)

Dariusz Jemielniak (* 17. März 1975 in Warschau) ist ein polnischer Professor für Wirtschaftswissenschaften und Leiter des Forschungszentrums CROW an der Warschauer Akademia Leona Koźmińskiego.
Seine Forschung kreist um die „neuen Wissensarbeiter“. 2014 veröffentlichte er ein soziologisches Werk über die Wikipedia-Community - Common Knowledge? An Ethnography of Wikipedia.
Jemielniak ist seit dem 2. April 2007 Administrator in der polnischsprachigen Wikipedia. 2015 wurde er in den Stiftungsrat (Board of Trustees) der Wikimedia Foundation gewählt.